# Ramón Sánchez-Pizjuán
Ramón Sánchez-Pizjuán Muñoz (Sevilla, 21 de diciembre de 1900 - 28 de octubre de 1956) fue un abogado español conocido por ser presidente del equipo de fútbol Sevilla Fútbol Club durante 17 años, en 2 etapas distintas: 1932-1942, 1948-1956.

## Biografía
En 1923, a la edad de 23 años, el presidente Manuel Blasco Garzón lo nombra directivo con el cargo de secretario, y siguió en el mismo puesto con Juan Domínguez y Pérez de Vargas (Barón de Gracia Real) sustituyendo a este en la presidencia el 16 de febrero de 1932, y ocupando el cargo de presidente hasta su marcha a la Federación Española de Fútbol con el cargo de vicepresidente el 5 de diciembre de 1941. Desde el principio demostró ser un presidente muy cualificado, recto, y con una personalidad aplastante.
Ramón Sánchez-Pizjuán pertenecía al partido liberal, rival del partido conservador, aunque nunca unió sus opiniones políticas a su gestión al frente del Sevilla. Abogado de profesión, siempre quiso defender causas pese a no cobrar por ello en muchas ocasiones. Ya desde un principio comienza a reforzar el equipo con la idea fija de ascender a la máxima categoría. Esa temporada, el Sevilla ficha a Deva y Fede, procedentes del Alavés, Segura del Málaga, Silvosa del Racing de Ferrol y Torrontegui del Malagueño. Sin embargo, esa temporada el Sevilla consigue una mala clasificación, por lo que, de cara a la siguiente campaña, el Sevilla acomete más incorporaciones: Euskalduna del Alavés, Pepe López del Atlético de Madrid y Tache del Barakaldo, entre otros. En la temporada 1933/34, el Sevilla se proclama campeón de Segunda División y asciende a Primera División.
En la máxima categoría, la política de fichajes del club no cambia y siguen llegando refuerzos: Ayuela del Sestao, Epelde del Zaragoza, Palencia del Betis y Viri del Melilla. El Sevilla finalizó el curso en el quinto lugar, pero sería en la Copa de España donde el éxito sería total al proclamarse Campeón de 1935, en la final que disputada en Madrid frente al Sabadell.
Ramón Sánchez-Pizjuán, ante el levantamiento militar que supuso la guerra civil española, aparte de preservar a toda la plantilla para evitar que vayan al frente, con la ayuda de Antonio Sánchez Ramos y el entrenador Pepe Brand montan una gran plantilla de jugadores captando a los que tras la guerra formarían la delantera más importante de la historia del Sevilla; la delantera “stuka” con López, Pepillo, Campanal, Raimundo y Berrocal, durante la guerra, juega más de 80 partidos por toda la llamada Zona Nacional (zona controlada por le bando franquista), la mayoría de estos partidos eran benéficos, en pro de los soldados, niños huérfanos, comedores populares, etc. 
En 1939, bajo su mandato, el Sevilla gana su segunda Copa de España, esta vez frente al Rácing de Ferrol en una final jugada en el estadio de Montjuic. En la temporada 1939/40, el Sevilla consigue el subcampeonato de Liga. La última temporada que Sánchez-Pizjuán -en esta primera estancia- permanece en el Sevilla, el equipo queda en el puesto quinto de la General, proclamándose máximo goleador de la categoría con setenta goles logrados, merced de resultados tan sorprendentes como las victorias sobre el Barcelona por 11-1; sobre el Valencia por 10-3; sobre el Hércules por 8-3 o frente al Real Madrid por 5-4. Cuando el presidente de la Federación Española, Javier Barroso Sánchez-Guerra, le pide a Sánchez-Pizjuán que marche a Madrid para ocupar el cargo de vicepresidente del organismo federativo, Ramón Sánchez-Pizjuán acepta porque considera que deja al Sevilla en buenas manos y que desde Madrid podía seguir ayudando al Sevilla, como así sucedió.
Tras estar ocupando la vicepresidencia de la Federación Española de Fútbol, aunque también mandando en la distancia, Sánchez-Pizjuán decide dar por terminada su estancia en Madrid y volver a Sevilla. Sin duda, la vuelta de Sánchez-Pizjuán a Sevilla estuvo motivada por su cansancio como federativo y porque el Marqués de Contadero, presidente del Sevilla, también se siente cansado y decide abandonar el cargo de máximo mandatario sevillista.
Lo que no espera Sánchez-Pizjuán cuando vuelve a Sevilla es que su brazo derecho Antonio Sánchez Ramos le dispute también la poltrona de la presidencia del Sevilla. Los principales poderes del club aconsejan a Sánchez Ramos que se retire en su intento de optar a la presidencia y este, incluso, acepta pero, enterado Sánchez-Pizjuán del deseo de Sánchez Ramos, este se niega a tomar el mando de la nave sevillana si antes no se celebran una elecciones democráticas, para que así la presidencia del Sevilla la ocupe según la voluntad de los sevillistas en unas elecciones. Celebradas estas es elegido Sánchez-Pizjuán por mayoría casi absoluta.
El 5 de mayo Ramón Sánchez-Pizjuán es elegido presidente y en esas fechas, una vez terminado el campeonato de liga, el Sevilla camina firme en la Copa con el propósito de proclamarse campeón, cosa que logra felizmente justo dos meses después de haber tomado posesión el nuevo presidente. De esta forma, tres de los cuatro logros más importantes conseguidos por el Sevilla -las tres copas de España- son conseguidas con Ramón Sánchez-Pizjuán como presidente. El campeonato de Liga logrado en la temporada 1945/46, lo logra el Sevilla con el Marqués de Contadero en la presidencia y Sánchez-Pizjuán en la Federación Española de Fútbol.
Otros éxitos logrados por el Sevilla bajo el mandato de su presidente más emblemático es un subcampeonato de liga en la temporada 1950/51, aquel campeonato que se le escapa al Sevilla por el controvertido supuesto error del colegiado Azón en el último partido de liga en Nervión, dando validez a un espléndido gol marcado por Araujo y que minutos más tarde lo invalida a instancias de su juez de línea Saz. Esa temporada en Nervión fueron derrotados por cuatro goles a cero los tres mejores: Real Madrid, Barcelona y Valencia. También anotó el Sevilla un subcampeonato de Copa, cayendo en la final ante el Athletic Club de Bilbao por 1-0 en la final de 1955.
Ramón Sánchez-Pizjuán sentó en el banquillo del Sevilla a Helenio Herrera. Este, tras pasar por los mejores equipos del mundo, poco antes de su muerte en Venecia pronunció la siguiente frase:
«De todos los presidentes que he conocido, sin duda, el mejor ha sido Ramón Sánchez-Pizjuán, presidente del Sevilla»
El entierro, que fue un clamor por lo mucho que le querían muchos de los sevillistas y sevillanos, se recordará con el paso de los años del mismo modo que se recuerda la frase pronunciada por su predecesor en la presidencia del Club - Ramón de Carranza Gómez Pablo – en el entierro: «Querido Ramón, ahora te vamos a dar tus amigos, entre los que me honro, cristiana sepultura, y al día siguiente a la entrega de tu cuerpo a la tierra, nos ponemos manos a la obra, y tu sueño de que el Sevilla FC tenga un gran estadio se verá hecho realidad. Ramón, vete tranquilo al cielo, que tus deseos serán cumplidos". Fue enterrado en el Cementerio de san Fernando en Sevilla
Proyectó la construcción del nuevo estadio para el Sevilla FC que, tras su muerte, tomó su nombre: Estadio Ramón Sánchez Pizjuán.
Durante su mandato, el Sevilla FC consiguió tres Copas de España (1935, 1939 y 1948).